# Xã Penn, Quận Jefferson, Iowa
Xã Penn (tiếng Anh: Penn Township) là một xã thuộc quận Jefferson, tiểu bang Iowa, Hoa Kỳ. Năm 2010, dân số của xã này là 400 người.